# Centrální evidence exekucí
Centrální evidence exekucí (CEE) je veřejný seznam, který je veden a provozován Exekutorskou komorou ČR podle exekučního řádu a vyhlášky Ministerstva spravedlnosti.
Veřejnou součástí Centrální evidence exekucí je Portál dražeb. Část CEE je tak k dispozici zdarma. Tento web nabízí informace týkající dražeb nemovitých a movitých věcí nařízených soudními exekutory .

## Obsah evidence
Do evidence exekutoři elektronicky zapisují údaje z:
- vyrozumění o zahájení exekuce,
- výzvy ke splnění vymáhané povinnosti,
- pravomocného usnesení (soudu nebo exekutora) o zastavení nebo o odkladu exekuce,
- exekučního příkazu k provedení exekuce prodejem movitých věcí,
- dražební vyhlášky,
- oznámení dražebního roku.

Údaje se zapisují až po marném uplynutí lhůty 30 dnů od doručení výzvy ke splnění vymáhané povinnosti.Pakliže povinný podal v této lhůtě návrh na zastavení exekuce, zapisují se údaje až po právní moci rozhodnutí o tomto návrhu na zastavení. 
Exekutor vymaže z evidence všechny údaje týkající se nařízené exekuce bez zbytečného odkladu po uplynutí 15 dnů ode dne, kdy se dozvěděl o skončení exekuce.
V evidenci jsou obsaženy údaje pouze o exekucích prováděné soudními exekutory. Centrální evidence exekucí neobsahuje údaje o výkonech rozhodnutí vedených soudy, o exekucích vedenými orgány státní správy a samosprávy, finančními orgány ani zdravotními pojišťovnami.

## Přístup k datům CEE
Informaci z centrální evidence exekucí (lustrace) je možné získat:
- na webu Exekutorské komory[5], které provozuje Exekutorská komora (elektronický údaj z evidence),
- na pobočce České pošty s Czech POINTem (ověřený výpis)[6] nebo
- v sídle či na pobočce Exekutorské komory (ověřený výpis).

Nahlížení do systému CEE je dle vyhlášky č. 329/2008 Sb. zpoplatněno za každé poskytnutí elektronického údaje z evidence anebo za každý poskytnutý výpis. 
Pro získání výpisu stačí kromě poplatku znát pouze jméno a datum narození nebo rodné číslo. Žadatel nemusí chtít jen údaje o své osobě, může si vyhledávat také informace o exekucích vedených proti jiným osobám. V CEE je možno též trvale sledovat změny u vybraného dlužníka.

## Příklady využití CEE
Evidenci může využít věřitel, ale i soud při vymáhání pohledávky. Pokud totiž věřitel zahájil svým návrhem exekuční řízení a soud zjistí, že jde již o několikátou exekuci a dlužník je nemajetný, pak takový věřitel může hradit náklady řízení, protože svou neopatrností zavinil vedení nadbytečného řízení.
Kromě toho, některá právní jednání dlužníků v exekuci jsou neplatná. V případě, že kdokoliv uzavře smlouvu s exekučním dlužníkem, která se týká majetku dlužníka, riskuje neplatnost převodu a vrácení věci zpět ve prospěch věřitelů. Provedením lustrace v CEE je možné takovému riziku předejít.
Dále je CEE užitečná bankám či jiným subjektům, které před poskytnutím půjčky musí prověřit platební schopnost klienta. Ale například také občanům, kteří se rozhodují, zda půjčit peníze známému.
Také ten, kdo pronajímá nemovitost, může CEE potřebovat, protože v pronajatém bytě může být po právu proveden soupis movitých věcí. Na jejich majiteli pak je, aby s exekutorem začal situaci řešit a doložil mu, že sepsané věci jsou výhradně v jeho vlastnictví.

## Kontroverze
Přestože registr disponuje citlivými údaji občanů, v minulosti ho spravovala soukromá firma Neutrics. Údaje o tom, kolik provoz databáze stojí a kolik se za poplatky ročně inkasuje, Exekutorská komora odmítla sdělit.
Veřejně dostupná část CEE se nachází pouze na webu Exekutorské komory. Existují nicméně i další weby, které údaje jimi získané z CEE předprodávají spotřebitelům, někdy za násobek regulované ceny EK. Navíc není ověřitelné, zda jimi přeprodávané údaje jsou správné a aktuální.